# Тимофеев, Андрей Александрович
Андрей Александрович Тимофеев (1918, Москва — 7 декабря 1943, с. Заньки, Житомирская область) — механик-водитель танка 3-го танкового батальона 12-й гвардейской танковой бригады 4-го гвардейского Кантемировского танкового корпуса 60-й армии 1-го Украинского фронта, гвардии сержант; Герой Советского Союза.

## Биография
Окончил 6 классов средней школы и школу ФЗУ. Работал в тресте Мосжилстрой рабочим.
В мае 1943 года призван в Красную Армию. С декабря 1943 года — в действующей армии. В своём первом бою 7 декабря 1943 года у села Заньки экипаж танка Т-34 (командир — младший лейтенант В. А. Ермолаев, механик-водитель — сержант А. А. Тимофеев, заряжающий — рядовой Сорокин) подбил и сжёг 6 танков противника. Т-34 был подбит и загорелся. В. Ермолаев выпустил из горящей машины рядового Сорокина, после чего танкисты совершили таран вражеского танка «Тигр». Последовал взрыв обоих танков, экипаж погиб.
Похоронен в селе Заньки.

## Награды
- Медаль «Золотая Звезда» Героя Советского Союза (25 августа 1944, посмертно);
- орден Ленина (25 августа 1944, посмертно).

## Память
- В 1965 году в честь Героев Советского Союза В. А. Ермолаева и А. А. Тимофеева в селе Заньки установлен обелиск.
- А. А. Тимофеев навечно зачислен в списки воинской части.